# Ewout van der Knaap
Ewout van der Knaap (1965) is een Nederlands germanist en letterkundige. Hij is hoogleraar Duitstalige literatuur en cultuur aan de Universiteit Utrecht. Hij is onderscheiden met het Oostenrijkse Erekruis voor Wetenschap en Kunst en is hij drager van de Orde van Verdienste van de Bondsrepubliek Duitsland.

## Biografie
Van der Knaap studeerde in Utrecht, Freiburg im Breisgau en Kiel. Hij promoveerde in 1996 op het proefschrift Das Gespräch der Dichter. Ernst Meisters Hölderlin- und Celan-Lektüre. Sinds 1995 is hij werkzaam aan de Universiteit Utrecht, waar hij op 1 september 2020 tot hoogleraar werd benoemd.
Zijn specialismen zijn letterkunde, herinneringscultuur en literatuurdidactiek. Hij zet zich in voor het verbeteren van het schoolvak Duits op Nederlandse middelbare scholen en onderzoekt de literaire leesvaardigheid in het vreemdetalenonderwijs. Daarvoor stelt hij onder meer een boekenlijst voor Duits als vreemde taal samen (Lezen voor de lijst).
In 2019 werd Van der Knaap onderscheiden met het Oostenrijkse Erekruis voor Wetenschap en Kunst. Sinds 2024 is hij drager van de Orde van Verdienste van de Bondsrepubliek Duitsland (Verdienstkreuz am Bande).

## Gedeeltelijke bibliografie
- Das Gespräch der Dichter. Ernst Meisters Hölderlin- und Celan-Lektüre. Frankfurt am Main u.a. 1996, ISBN 978-3631304617.
- Poezië van de dolfijn. Almere 1999, ISBN 978-9074668125.
- De verbeelding van nacht en nevel. Nuit et Brouillard in Nederland en Duitsland. Groningen 2001, ISBN 978-9065540621.
- Uncovering the Holocaust: The International reception of Night and Fog. London/New York 2006, ISBN 978-1904764649.
- »Nacht und Nebel«. Gedächtnis des Holocaust und internationale Wirkungsgeschichte. Göttingen 2008, ISBN 978-3835303591.
- Literatuur en film in het vreemdetalenonderwijs. Bussum 2019, ISBN 978-9046906774.
- Robert Menasse, TEXT + KRITIK, H. 234. Göttingen 2022,[2] ISBN 978-3967076332.
- Literaturdidaktik im Sprachenunterricht. Stuttgart 2023,[3] ISBN 978-3825260224.